# Felix Ehrenhaft
Felix Ehrenhaft (24 abril 1879, Nussdorf, Viena, Aústria-Hongria - 4 març 1952 Viena, Aústria) fou un destacat físic austríac conegut per la seva controvèrsia amb Robert A. Millikan sobre el valor de la càrrega elèctrica elemental.

## Vida
Ehrenhaft era fill de Leopold Ehrenhaft, metge, i de la seva esposa Luise Eggar. Estudià física a la Universitat Tècnica de Viena i a la Universitat de Viena, on fou alumne de Franz Serafin Exner, Jr. (1849-1926) i de Ludwig Boltzmann (1844-1906). Es graduà a la Universitat de Viena i posteriorment es convertí en Assistent al Departament de Física de la Universitat Tècnica de Viena. El 1905 fou nomenat professor, Privatdozent, a la Universitat de Viena amb la tesi "Elektromagnetische Schwingungen des Rotationsel-lipsoides". El 1911 es convertí en professor, i el 1920 en professor de Física a la Facultat de Filosofia de la Universitat de Viena i cap del 3r Departament de Física. Pels seus assoliments científics (per exemple, a la física atòmica), fou guardonat amb el Premi Ignaz L. Lieben de l'Acadèmia de Ciències de Viena (1910), el Premi Haitinger (1917) i la medalla Voigtländer (1918). El 1908 es casà amb la física Olga Steindler, amb la qual tingué dos fills. Olga morí el 1933 i Ehrenhaft es casà novament el 1935 amb Bettina Stein, que morí el 1939 sense descendència.
Fou perseguit en temps del nazisme com a jueu i perdé la seva posició de professor de física. Fou expulsat de la universitat el 1938 i emigrà a Rio de Janeiro i després als Estats Units. Retornà a Àustria el 1947 i es va convertir en professor visitant a la Universitat de Viena.

## Obra
Les primeres investigacions d'Ehrenhaft se centraren en l'estat col·loidal, en el qual les partícules de matèria dispersa són de l'ordre de 10−4 a 10−7 cm, que en aquell moment era una emocionant frontera de la investigació tant teòrica com pràctica. També era interessant per la seva relació amb la qüestió candent de la "realitat" dels àtoms. Amb la invenció (1902-1903) de l'ultramicroscopi d'escletxa per Henry Siedentopf i Richard Zsigmondy, els col·loides foren accessibles a l'observació directa. Poc després que Albert Einstein (1905) i Marian Smoluchowski de (1906) interpretassin el moviment brownià amb la teoria cinètica molecular, Ehrenhaft publicà el 1907 els resultats d'un experiment simple, però imaginatiu pel qual fou guardonat amb el Premi Lieben. Era un mesurament semiquantitatiu, en partícules ultramicroscòpiques de plata i altres substàncies, del moviment brownià en l'aire. Com subratllà Ehrenhaft, aquesta prova en els gasos proporcionava un suport molt més plausible per a l'atomisme que els resultats anteriors sobre el moviment brownià per a líquids, incloent-hi els de Franz Exner (1900) a Viena, a causa que el camí lliure mitjà és major en els gasos.
El 1910 Ehrenhaft, utilitzant un aparell bastant similar a l'emprat per Robert Andrews Millikan per a determinar la càrrega elèctrica de l'electró (experiment de Millikan), observà casos de càrregues elèctriques molt més petit que el valor calculat per Millikan. S'inicià així una controvèrsia entre ambdós físics «Batalla per l'electró», convertint-se en una qüestió que estava a l'ordre del dia d'alguns dels físics més importants d'aquell moment (Max Planck, Jean Perrin, Albert Einstein, Arnold Sommerfeld, Max Born i Erwin Schrödinger). Durant els següents anys, Ehrenhaft o els seus alumnes, seguiren publicant articles on indicaven l'existència de càrregues molt més petites que les de l'electró, que anomenaren subelectrons. Per la seva part Millikan dugué a terme una nova sèrie de mesuraments, publicant un nou article el 1913, en el qual la càrrega en cada gota estudiada tenia d'un rang molt estret d'error, essent sempre un múltiple sencer del valor que ja havia calculat. Aquest article aconseguí credibilitat entre els físics i contribuí significativament al Premi Nobel de Física de Millikan de 1923. No obstant això, un examen dels quaderns de laboratori de Millikan del Caltech revela que informà dels resultats de mesuraments de 58 gotes, mentre que hi ha recollides dades sobre unes 175 gotes entre l'11 de novembre de 1911 i el 16 d'abril de 1912. És un cas clàssic de cuinar els resultats. Millikan informà dels resultats que donaven suport a la seva pròpia hipòtesi i rebutjà aquests resultats contraris que donaven suport a la posició d'Ehrenhaft. En l'article de 1913 Millikan afirmà: "És de notar, també, que aquest no és un grup seleccionat de gotes, sinó que representa totes les gotes experimentals a durant 60 dies consecutius, durant els quals l'aparell va ser abatut diverses vegades i configurar de nou."